# Manh Vân Nam
Manh Vân Nam (tên khoa học: Anthus hodgsoni) là một loài chim trong họ Motacillidae.

## Tham khảo

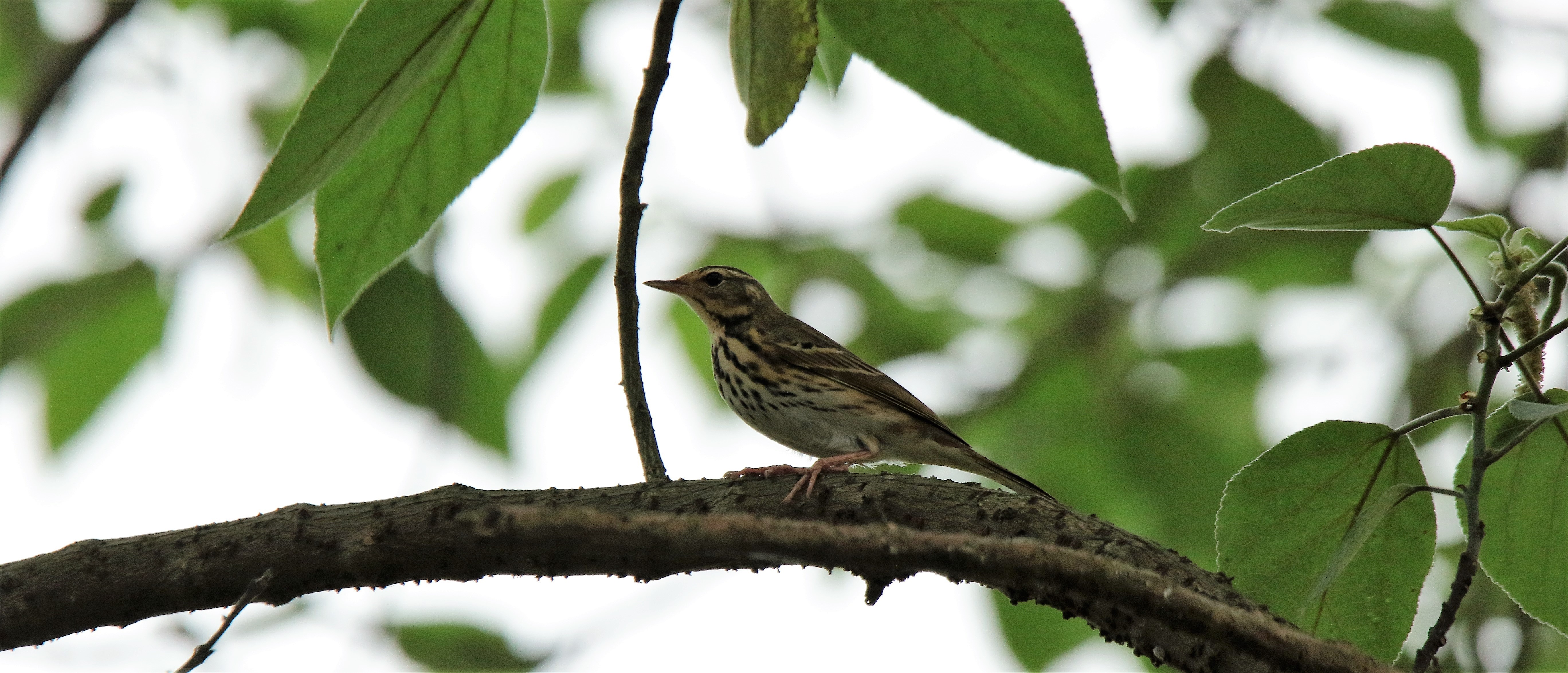
Manh Vân Nam